# Roger Kasparian

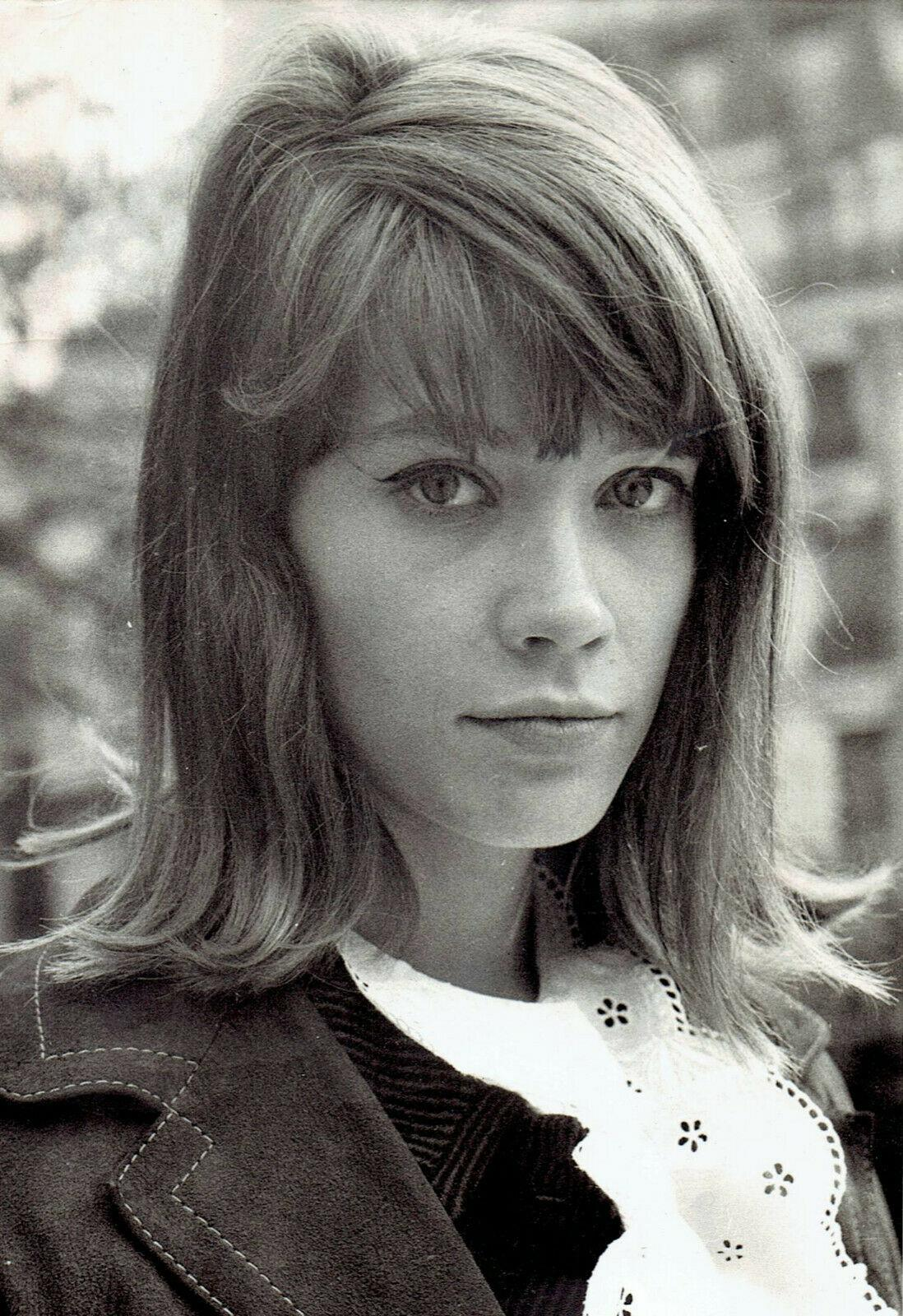
Roger Kasparian: Françoise Hardyová, francouzská zpěvačka, 1964

Roger Kasparian (12. ledna 1938 Paříž – 15. února 2024) byl francouzský fotograf, architekt, inženýr a básník arménského původu.

## Životopis
Rodiče Rogera Kaspariana jsou Hasmig Cavafian a Varastade Kasparian, přeživší arménské genocidy. Fotografem se stal v roce 1962 poté, co se setkal s nezávislým fotografem Jeanem-Dominiquem Kieffer-Turianem, který hledal mobiloního fotografa, který by ho doprovázel. Navzdory své stručnosti to byl právě tento vztah, který přivedl Rogera Kaspariana k fotografování. Jeho tvorba se rozvíjela především v následujícím desetiletí. Poté se specializoval na fotografování rockových a yé-yé hudebních umělců: Beatles, Rolling Stones, Françoise Hardy, Jacques Brel, John Coltrane, Serge Gainsbourg, Édith Piaf, Georges Brassens, Ray Charles, Johnny Hallyday, France Gallová, Ella Fitzgeraldová, Nina Simone, Charles Aznavour nebo Jacques Dutronc.
Po tomto desetiletí se Roger Kasparian rozhodl, tváří v tvář rostoucí nedostupnosti umělců, kteří sloužili jako jeho modely, převzít ateliér svého otce, aby se mohl věnovat identitním nebo svatebním fotografiím. Tato práce pokračovala až do roku 2011, kdy se sběrateli vinylů Alexandru Stanisavljevicovi podařilo přesvědčit Rogera Kaspariana, aby prezentoval své fotografie, což vedlo k výstavě v Londýně od 9. května do 22. června 2013.
Po tomto znovuobjevení se stal subjektem velkého množství článků a získal větší popularitu. V následujících letech uspořádal několik výstav, například v roce 2021 v centru arménského dědictví ve Valencii, v roce 2022 v Jazz Clubu Etoile v Paříži, nebo v roce 2023 v Espace Culturel de Théoule-sur-mer a na radnici 9. pařížského obvodu v rámci retrospektivy Charlese Aznavoura.

## Publikace
- Roger Kasparian (fotografie), Philippe Maneuver (text), Archives inédites d’un photographe des sixties (Nepublikované archivy fotografa šedesátých let), ed. Gründ, říjen 2014, 208 s., vázané 25,6 × 29,8 cm, ISBN 978-2-324-00696-8.